# Rock Elm Disturbance
Rock Elm Disturbance este un crater de impact meteoritic în Wisconsin, Statele Unite ale Americii, aproximativ la 40 km sud-vest de Menomonie. Craterul este numit după Rock Elm, Wisconsin, o comunitate din apropiere.

## Date generale
S-a estimat că meteoritul ar fi avut 170 de metri în diametru, o masă de 9x109 kg și a avut viteza de impact de 30 km/secundă. Craterul are 6 km în diametru. Fosilele, descoperite în roca care a umplut craterul, sugerează că acest crater datează din perioada Ordovicianul de mijloc, acum aproximativ 455–430 milioane de ani în urmă.